# Декок, Роже
Роже Декок (нидерл. Roger Decock; 20 апреля 1927, Изегем, Западная Фландрия — 31 мая 2020, Арселе, Фламандский регион) — бельгийский профессиональный шоссейный велогонщик в 1946 и 1949—1961 годах. Победитель велогонок: Париж — Ницца, Чемпионат Фландрии, Тур Фландрии, Схелдепрейс, Брюссель — Ингойгем, Натионале Слёйтингспрейс.

## Достижения
1948
1-й Тур Фландрии U23
1949
1-й — Этап 4 Тур Бельгии
2-й Чемпионат Фландрии
1950
2-й Нокере Курсе
4-й Кюрне — Брюссель — Кюрне
9-й Гент — Вевельгем
1951
1-й Париж — Ницца — Генеральная классификация
1-й Чемпионат Фландрии
4-й Гент — Вевельгем
9-й Гран-при Наций
1952
1-й Тур Фландрии
2-й Брюссель — Ингойгем
4-й Дварс дор Фландерен
6-й Льеж — Бастонь — Льеж
7-й Флеш Валонь
1953
1-й — Этап 4 Тур Марокко
2-й Три дня Западной Фландрии
6-й Париж — Рубе
9-й Гент — Вевельгем
9-й Париж — Ницца — Генеральная классификация
1954
1-й — Этапы 3, 4а и 5 Тур Бельгии
1-й Схелдепрейс
2-й Чемпионат Бельгии — Групповая гонка
2-й Нокере Курсе
2-й Брюссель — Ингойгем
5-й Вызов Дегранж-Коломбо (вместе со Станом Окерсом)
7-й Париж — Тур
7-й Льеж — Бастонь — Льеж
8-й Флеш Валонь
8-й Париж — Брюссель
9-й Тур Фландрии
10-й Париж — Рубе
1955
1-й Брюссель — Ингойгем
4-й Париж — Брюссель
7-й Дварс дор Фландерен
7-й Тур Фландрии
1956
1-й — Этап 2b (КГ) Trois Jours d'Anvers
4-й Омлоп Хет Ниувсблад
6-й Джиро ди Ломбардия
1957
1-й — Этап 1 Тур Нидерландов
1-й Натионале Слёйтингспрейс
9-й Париж — Брюссель

## Статистика выступлений

### Гранд-туры
| Гранд-тур                 | 1951 | 1952 | 1953 | 1954 | 1955 | 1956 | 1957 | 1958 |
| ------------------------- | ---- | ---- | ---- | ---- | ---- | ---- | ---- | ---- |
| Джиро д’Италия            | —    | —    | —    | —    | 73   | —    | —    | —    |
| Тур де Франс              | 17   | 38   | —    | —    | —    | —    | —    | —    |
| (c 2010 ) Вуэльта Испании | НП   | НП   | НП   | НП   | —    | —    | —    | НФ   |

| —  | Не участвовал        |
| НП | Гонка не проводилась |
| НФ | Не финишировал       |